# 桂ひな太郎
桂 ひな太郎（かつら ひなたろう）は、芸人の名跡。この項では当代について記述する。
- 桂雛太郎 - 後∶桂文鏡
- 桂雛太郎 - 後∶秋風亭米枝
- 桃月庵雛太郎

桂 ひな太郎（かつら ひなたろう、1952年9月8日 - ）は、群馬県安中市出身の落語家。落語協会所属。本名∶武藤 幸男。出囃子∶『越後獅子』。

## 経歴
1977年3月、三代目古今亭志ん朝に入門し、前座名「志ん坊」を名乗る。
1981年9月に二ツ目昇進、「古今亭志ん上」と改名。1988年、「NHK新人演芸コンクール」最優秀賞を、1993年1月に第13回国立演芸場花形演芸大賞を受賞。
1993年9月に古今亭菊寿、入船亭扇海、柳家喜多八、三代目入船亭扇蔵、三遊亭若圓歌、四代目柳亭市馬、柳家さん生、柳家はん治、全亭武生と共に真打昇進。
2001年夏に一身上の都合で廃業。同年10月1日に師匠志ん朝が死去するが、翌年9月に師匠志ん朝の友人だった九代目桂文楽門下で落語家に復帰。「ひな太郎」を名乗る。

## 芸歴
- 1977年3月 - 三代目古今亭志ん朝に入門、前座名「志ん坊」。
- 1981年9月 - 二ツ目昇進、「志ん上」と改名。
- 1993年9月 - 真打昇進。
- 2001年 - 廃業。
- 2002年 - 九代目桂文楽門下で復帰、「桂ひな太郎」を名乗る。

## 人物
自称、落語界の坂東玉三郎、または病み上がりの舟木一夫と称している。
「志ん上」時代に師匠の古今亭志ん朝とともに、サントリーモルツのTVCMに出演している。
九代目桂文楽、三遊亭鬼丸と共に池袋演芸場特選会で「落語会さきがき」を開催している。
新宿末廣亭のひな太郎のめくり（板）の裏は、柳家喜多八である。

## 演目
- 幾代餅
- 締め込み
- 船徳
- 酢豆腐
- 化物使い
- 三枚起請
- 小言幸兵衛